# Centro Atlético Nacional
Centro Atlético Nacional (em húngaro:  Nemzeti Atlétikai Központ) é um estádio de atletismo em Budapeste, Hungria, construído às margens do rio Danúbio, ao sul da cidade, para sediar o Campeonato Mundial de Atletismo de 2023.  Com um custo de € 560 milhões, e capacidade provisória de 35.000 espectadores sentados durante a competição, é um dos mais modernos estádios esportivos do mundo  e a mais cara estrutura esportiva da Hungria. O estádio foi inaugurado em 16 de junho de 2023 pelo presidente da World Athletics Sebastian Coe. 
A pista de corrida tem nove raias; construída pela empresa italiana Mondo, tradicional fornecedora de pistas para os principais estádios de atletismo do mundo, é considerada super rápida e foi apelidada de "A Coroa da Rainha dos Esportes".